# Gorgeh Choqa
Gorgeh Choqa (în persană گرگه چقا, romanizat și ca Gorgeh Choqā și Gargeh Cheqā; cunoscut și sub numele de Gareh Choqā) este un sat din districtul rural Baladarband, din districtul central al Shahrestānului Kermanshah, provincia Kermanshah, Iran. La recensământul din 2006, populația sa era de 15 de locuitori, în 4 familii.